# 德隆克勒灣
65°5′S 63°56′W / 65.083°S 63.933°W

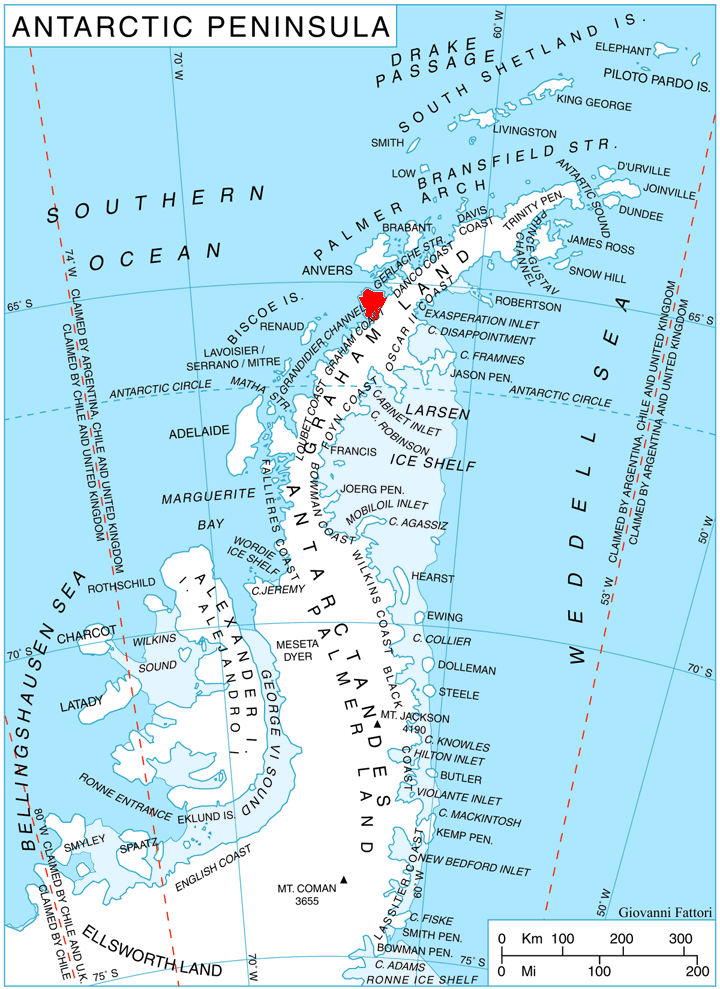

德隆克勒灣是南極洲的海灣，位於葛拉漢地的基輔半島東北岸，處於盧巴角和格朗達角之間，由比利時的探險隊發現，該海灣由讓-巴蒂斯特·夏古率領的法國探險隊繪入地圖。

## 外部連結
- SCAR Composite Gazetteer of Antarctica（页面存档备份，存于）.